# Фторид кадмия
Фторид кадмия — неорганическое соединение, 
соль металла кадмия и плавиковой кислоты с формулой CdF2,
бесцветные кристаллы,
растворяется в воде,
образует кристаллогидрат.

## Получение
- Упаривание раствора полученного при растворении кадмия в плавиковой кислоте:

{\displaystyle {\mathsf {Cd+2HF\ {\xrightarrow {}}\ CdF_{2}+H_{2}\uparrow }}}
- Действие газообразного фтористого водорода на кадмий, его оксид, хлорид или карбонат:

{\displaystyle {\mathsf {Cd+2HF\ {\xrightarrow {}}\ CdF_{2}+H_{2}}}}
{\displaystyle {\mathsf {CdO+2HF\ {\xrightarrow {}}\ CdF_{2}+H_{2}O}}}
{\displaystyle {\mathsf {CdCl_{2}+2HF\ {\xrightarrow {}}\ CdF_{2}+2HCl}}}
{\displaystyle {\mathsf {CdCO_{3}+2HF\ {\xrightarrow {}}\ CdF_{2}+CO_{2}+H_{2}O}}}

## Физические свойства
Фторид кадмия образует бесцветные кристаллы
кубической сингонии,
пространственная группа F m3m,
параметры ячейки a = 0,541 нм, Z = 4.
Растворяется в воде, 
не растворяется в этаноле.
Образует кристаллогидрат состава CdF2•2H2O.

## Химические свойства
- Реагирует с перегретым водяным паром:

{\displaystyle {\mathsf {CdF_{2}+H_{2}O\ {\xrightarrow {600-800^{o}C}}\ CdO+2HF}}}

## Применение
- Оптические материалы.
- Компонент стёкол, люминофоров, лазерных материалов.
- Компонент твёрдых электролитов в химических источниках света.

## Токсичность
Фторид кадмия, как и все соли кадмия, является очень ядовитым веществом.